# Kairiru
Kairiru is een eiland in Papoea-Nieuw-Guinea. Het hoogste punt is 735 meter.
De volgende zoogdieren komen er voor:
- Dobsonia magna
- Macroglossus minimus
- Nyctimene aello
- Nyctimene albiventer
- Syconycteris australis
- Hipposideros ater
- Hipposideros maggietaylorae
- Pipistrellus papuanus